# Krampampuli
A krampampuli cukorral kevert, fűszerezett alkoholos ital, melyet fogyasztás előtt rövid időre meggyújtanak. Magyarország számos területén a forralt bort is krampampulinak hívják.

„Az ördög itala.”

## Története
Országszerte fogyasztják a 19. század első fele óta. A selmeci hagyománykör elengedhetetlen itala.
Az ital német közvetítéssel kerülhetett Magyarországra, de lehetséges eredete Észak-Olaszország is, Borgo Valsugana, ahol parampampoli, vagy carampampoli néven ismernek hasonló módon készített hagyományos italt. A szó eredete feltehetően a crampus (ördög) szóból származtatható, és jelzi az ital pokoli mivoltát.

## Az elkészítés módja
Tálaláskor öblös, tűzálló tálat állítunk az asztal közepére, s a vagdalt fügét, magjától megfosztott datolyát, mazsolát, malagaszőlőt, cukrozott narancshéjat, dióval bélelt aszalt szilvát, darabokra tördelt szentjánoskenyeret rakunk bele.
A tál tetejére vasrostélyt helyezünk, erre pedig egy kiló, nagyobb darabokra tört és narancshéjon kissé ledörzsölt süvegcukrot.
A cukrot megöntözzük fél liter cukornádrummal.
Fidibusszal meggyújtjuk, s türelemmel figyeljük, amíg a lángoló szesz kiég és a felolvadt cukor a tálba csepeg.
Mikor ez a processzus befejeződött, utána öntünk két liter jó, forralt, fűszeres (fahéj, citromhéj, szegfűszeg) fehérbort, 1 liter forró teát, 2 citrom és 2 narancs levét.
Pár percig álltatjuk, jól megkeverjük, s azután puncspoharakba szűrjük a párolgó italt.

## Parampampoli
Az olasz parampampolinak a boron és az olvasztott cukron kívül alap-alkotóeleme a híres olasz törkölypálinka, a grappa, kávé, méz és egyéb ízesítők is.